# Leucophaeus atricilla
Il gabbiano sghignazzante (Leucophaeus atricilla, Linneus 1758) è un uccello della famiglia dei Laridi.

## Sistematica
Sono riconosciute due sottospecie:
- L. a. megalopterus – (Bruch, 1855): coste del sud-est del Canada, Stati Uniti, Messico e America centrale
- L. a. atricilla – (Linnaeus, 1758): dalle Indie occidentali alle isole del Venezuela

## Distribuzione e habitat
Questo gabbiano vive in gran parte del Nord e Sud America, escluse le regioni dell'estremo nord-ovest e dell'estremo sud-est (Alaska e Argentina). È presente anche in Australia e su alcune isole del Pacifico, nei Caraibi e sulle coste atlantiche dell'Europa e del Nordafrica. Più raramente lo si incontra anche nel Mar Mediterraneo, dalla Spagna alla Grecia, sino in Italia. Recente l'avvistamento in Liguria, a Riva Trigoso, lungo il Torrente Petronio, di un individuo giovane, a cavallo tra il 2014 ed il 2015.
A luglio del 2024, viene avvistato e fotografato da un birdwatcher un esemplare nei pressi di Lignano Sabbiadoro.

## Galleria d'immagini

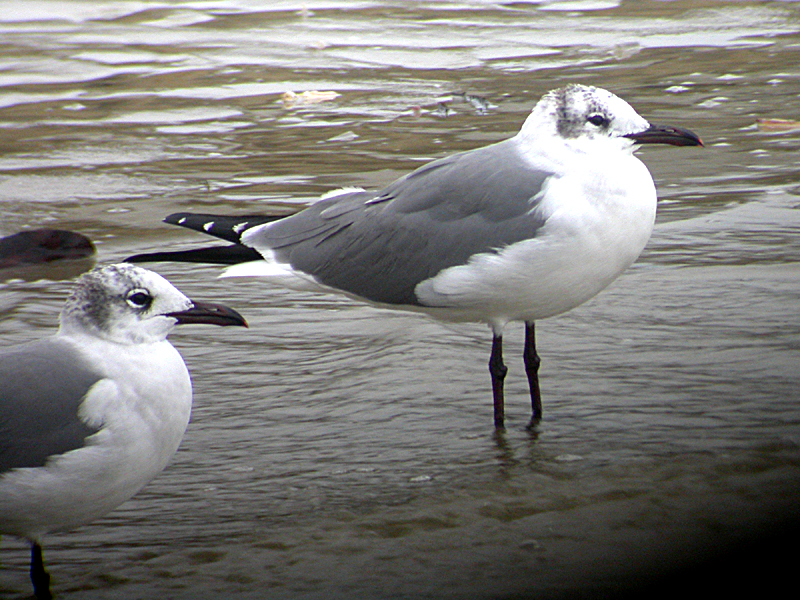
Gabbiano sghignazzante in livrea riproduttiva
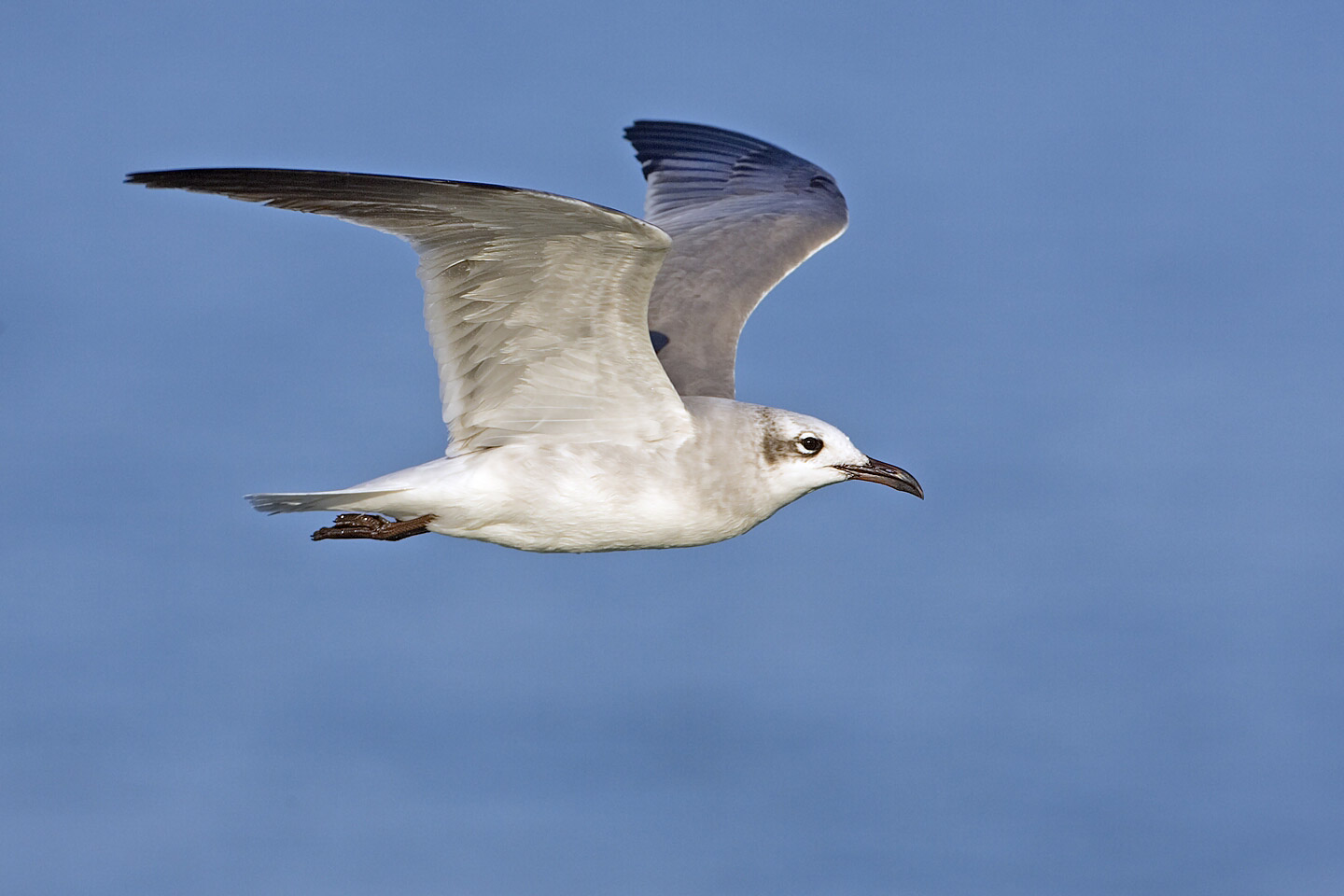
In volo
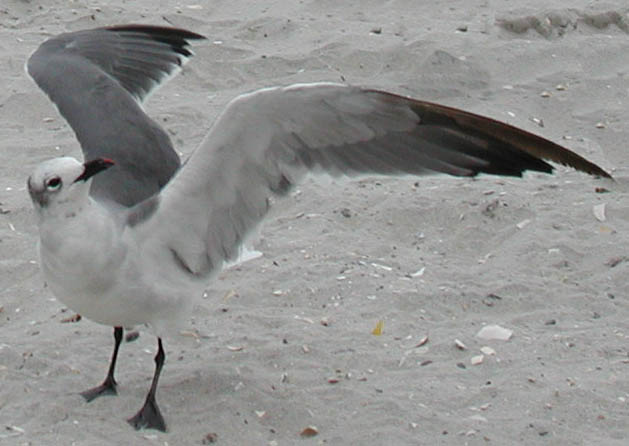
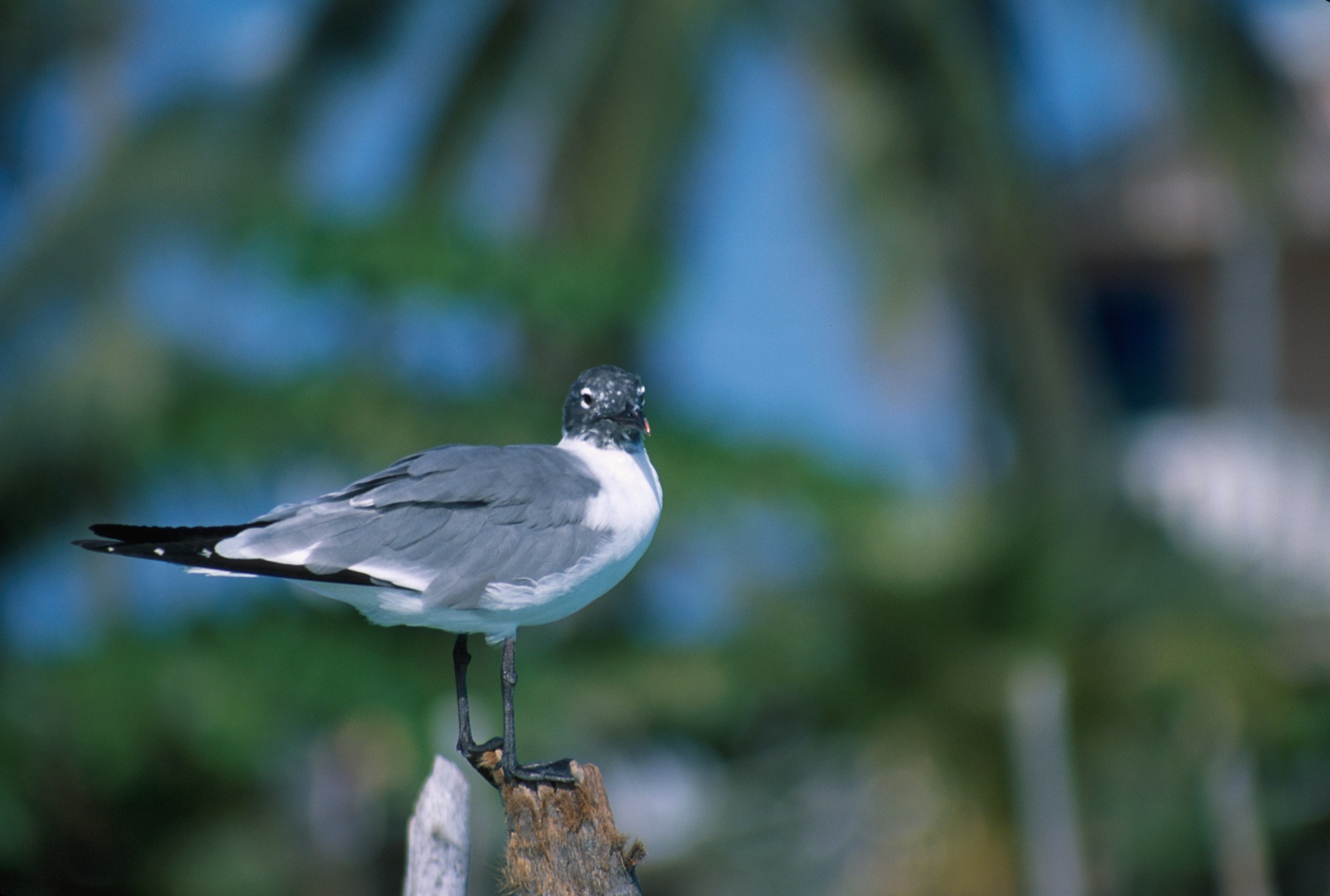